# Cristhian Alarcón
Cristhian Alarcón (Neiva, Huila, Colombia, 29 de mayo de 1992) es un futbolista colombiano. 

## Trayectoria
Alarcón está en Millonarios desde el 2010. Ha hecho el proceso de divisiones inferiores en el club albiazul. Hizo parte de la nómina que fue campeona del Campeonato Nacional Juvenil Sub-19 en el 2010.
Debutó como profesional el 7 de junio de 2011 en el partido que Millonarios le ganó 3-1 al Academia Fútbol Club en el Estadio de Compensar de Bogotá en cumplimiento de la sexta fecha de  Copa Colombia 2011. Ingresó en el segundo tiempo en reemplazo de Norman Cabrera, e hizo un gol.
Hace parte de la nómina de Millonarios que disputa la Copa Libertadores Sub-20 2011 en Perú. Hizo dos goles en el primer partido frente al América de México el 12 de junio.

## Clubes
| Club            | País     | Temporadas  |
| --------------- | -------- | ----------- |
| Millonarios     | Colombia | 2011 - 2014 |
| Atlético Huila  | Colombia | 2015 - 2016 |
| Deportes Tolima | Colombia | 2016        |
| Atlético Huila  | Colombia | 2017        |

## Palmarés

### Campeonatos nacionales
| Título              | Club        | País     | Año  |
| ------------------- | ----------- | -------- | ---- |
| Copa Colombia       | Millonarios | Colombia | 2011 |
| Torneo Finalización | Millonarios | Colombia | 2012 |